# Ballongdäck

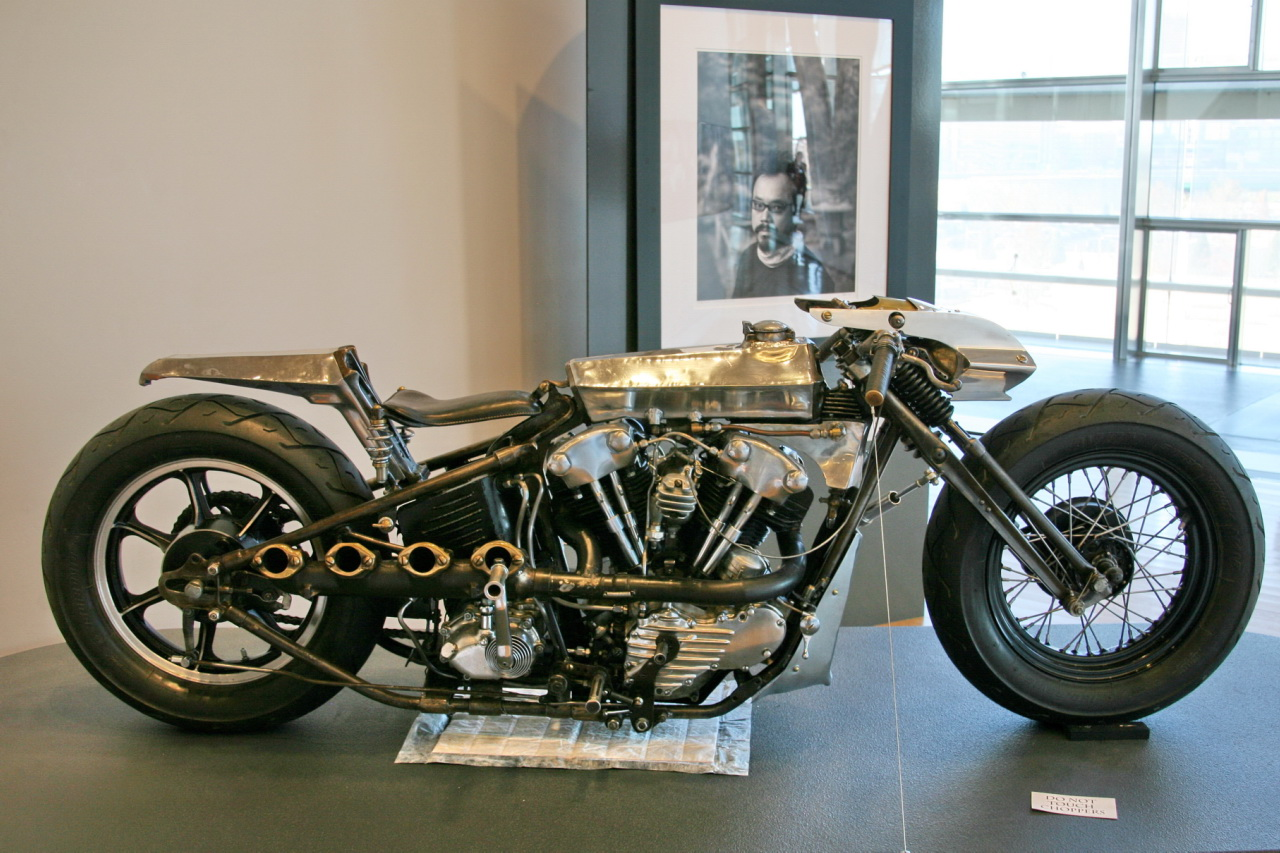
En motorcykel med ballongdäck

Ett ballongdäck är ett fordonsdäck med ett nästan cirkelrunt tvärsnitt där däcket är bredare än fälgen. Ballongdäck har stor markkontakt, vilket medför bra grepp och bärighet men även stort rullmotstånd. Ballongdäck ger mjuk gång vid lågt lufttryck.
Ballongdäck används framför allt till militärcyklar, men även äldre veteranbilar, motorcyklar, cyklar och mopeder kan ha ballongdäck.
Ballongdäck till militärcykel har oftast dimensionen 26" 2 x 1½ om storleken anges i engelska tum eller 54-584 om den anges i millimeter enligt ETRTO-standarden.